# 海豚座HU
海豚座HU，又稱Gliese 791.2，是一個位於海豚座的聯星系統，由兩顆紅矮星組成。視星等為13.07。視差為113.4mas，它距離太陽系約24.37光年（7.5秒差距）。
海豚座HU是一顆聯星，週期明確，為538.6天。軌道是通過天體測量和光譜觀測得出的，儘管由於預計的旋轉速度很高，這很難做到。它的離心率也相當古怪，為0.558。
系統中的兩顆恆星都是紅矮星。該系統的主要組成部分的質量僅為太陽的 23.7%，因此它是完全對流的。因此，它的表面經常出現星斑，尤其是在兩極附近。雖然主星的正常表面溫度為3000 K，但星斑本身溫度更低：只有2700 K。它也是一顆耀星。2000年8月檢測到第一顆耀斑。伴星質量是太陽的11.4%。